# Australian Open 1989
Die Australian Open 1989 fanden vom 16. bis 29. Januar 1989 in Melbourne statt. Es handelte sich um die 77. Auflage des Grand-Slam-Turniers in Australien.
Titelverteidiger im Einzel waren Mats Wilander bei den Herren sowie Steffi Graf bei den Damen. Im Herrendoppel waren dies Rick Leach und Jim Pugh, im Damendoppel Martina Navratilova und Pam Shriver und im Mixed Jana Novotná und Jim Pugh.

## Herreneinzel

### Setzliste
| Nr. | Spieler       | Erreichte Runde |
| --- | ------------- | --------------- |
| 01. | Mats Wilander | 2. Runde        |
| 02. | Ivan Lendl    | Sieg            |
| 03. | Boris Becker  | Achtelfinale    |
| 04. | Stefan Edberg | Viertelfinale   |
| 05. | Jakob Hlasek  | 1. Runde        |
| 06. | Henri Leconte | 1. Runde        |
| 07. | John McEnroe  | Viertelfinale   |
| 08. | Yannick Noah  | 1. Runde        |

| Nr. | Spieler          | Erreichte Runde |
| --- | ---------------- | --------------- |
| 09. | Miloslav Mečíř   | Finale          |
| 10. | Aaron Krickstein | Achtelfinale    |
| 11. | Thomas Muster    | Halbfinale      |
| 12. | Mikael Pernfors  | 3. Runde        |
| 13. | Pat Cash         | Achtelfinale    |
| 14. | Jonas Svensson   | Viertelfinale   |
| 15. | John Fitzgerald  | 2. Runde        |
| 16. | Amos Mansdorf    | Achtelfinale    |

## Dameneinzel

### Setzliste
| Nr. | Spielerin            | Erreichte Runde |
| --- | -------------------- | --------------- |
| 01. | Steffi Graf          | Sieg            |
| 02. | Martina Navratilova* | Viertelfinale   |
| 03. | Gabriela Sabatini    | Halbfinale      |
| 04. | Pam Shriver          | 3. Runde        |
| 05. | Helena Suková        | Finale          |
| 06. | Zina Garrison        | Viertelfinale   |
| 07. | Barbara Potter       | 1. Runde        |
| 08. | Claudia Kohde-Kilsch | Viertelfinale   |

| Nr. | Spielerin          | Erreichte Runde |
| --- | ------------------ | --------------- |
| 09. | Lori McNeil        | 1. Runde        |
| 10. | Mary Joe Fernández | 3. Runde        |
| 11. | Sylvia Hanika      | 1. Runde        |
| 12. | Patty Fendick      | 2. Runde        |
| 13. | Raffaella Reggi    | Achtelfinale    |
| 14. | Anne Minter        | 2. Runde        |
| 15. | Hana Mandlíková*   | Achtelfinale    |
| 16. | Nicole Provis      | Achtelfinale    |

## Herrendoppel

### Setzliste
| Nr. | Paarung                       | Erreichte Runde |
| --- | ----------------------------- | --------------- |
| 01. | John Fitzgerald Anders Järryd | Viertelfinale   |
| 02. | Rick Leach Jim Pugh           | Sieg            |
| 03. | Pieter Aldrich Danie Visser   | Achtelfinale    |
| 04. | Johan Kriek Wally Masur       | Viertelfinale   |
| 05. | Marty Davis Brad Drewett      | Halbfinale      |
| 06. | Guy Forget Jakob Hlasek       | 2. Runde        |
| 07. | Peter Doohan Laurie Warder    | Achtelfinale    |
| 08. | Grant Connell Glenn Michibata | Viertelfinale   |

| Nr. | Paarung                           | Erreichte Runde |
| --- | --------------------------------- | --------------- |
| 09. | John McEnroe Mark Woodforde       | Halbfinale      |
| 10. | Gary Muller Christo van Rensburg  | Achtelfinale    |
| 11. | Jeremy Bates Peter Lundgren       | 2. Runde        |
| 12. | Boris Becker Slobodan Živojinović | 2. Runde        |
| 13. | Michael Mortensen Joakim Nyström  | 1. Runde        |
| 14. | Stefan Edberg Jim Grabb           | Viertelfinale   |
| 15. | Broderick Dyke Tom Nijssen        | Achtelfinale    |
| 16. | Kelly Jones Joey Rive             | Achtelfinale    |

## Damendoppel

### Setzliste
| Nr. | Paarung                         | Erreichte Runde |
| --- | ------------------------------- | --------------- |
| 01. | Martina Navratilova Pam Shriver | Sieg            |
| 02. | Steffi Graf Gabriela Sabatini   | Halbfinale      |
| 03. | Jana Novotná Helena Suková      | Halbfinale      |
| 04. | Katrina Adams Zina Garrison     | Achtelfinale    |
| 05. | Elise Burgin Lori McNeil        | Viertelfinale   |
| 06. | Patty Fendick Jill Hetherington | Finale          |
| 07. | Elizabeth Smylie Wendy Turnbull | Viertelfinale   |
| 08. | Jenny Byrne Janine Thompson     | 1. Runde        |

| Nr. | Paarung                              | Erreichte Runde |
| --- | ------------------------------------ | --------------- |
| 09. | Terry Phelps Raffaella Reggi         | Achtelfinale    |
| 10. | Nathalie Herreman Eva Pfaff          | 2. Runde        |
| 11. | Manon Bollegraf Nicole Provis        | 2. Runde        |
| 12. | Ann Henricksson Beth Herr            | Achtelfinale    |
| 13. | Belinda Cordwell Dianne Van Rensburg | Achtelfinale    |
| 14. | Claudia Porwik Catherine Tanvier     | Viertelfinale   |
| 15. | Jo Durie Mary Joe Fernández          | Viertelfinale   |
| 16. | Lea Antonoplis Kathy Horvath         | 2. Runde        |

## Mixed

### Setzliste
| Nr. | Paarung                          | Erreichte Runde |
| --- | -------------------------------- | --------------- |
| 01. | Jim Pugh Jana Novotná            | Sieg            |
| 02. | John Fitzgerald Elizabeth Smylie | Viertelfinale   |
| 03. |                                  |                 |
| 04. | Rick Leach Patty Fendick         | Viertelfinale   |

| Nr. | Paarung                         | Erreichte Runde |
| --- | ------------------------------- | --------------- |
| 05. | Marty Davis Katrina Adams       | 1. Runde        |
| 06. | Grant Connell Jill Hetherington | Achtelfinale    |
| 07. | Peter Doohan Elise Burgin       | Halbfinale      |
| 08. | Johan Kriek Nicole Provis       | Achtelfinale    |

## Junioreneinzel

### Setzliste
| Nr. | Spieler         | Erreichte Runde |
| --- | --------------- | --------------- |
| 01. | Nicklas Kulti   | Sieg            |
| 02. | Todd Woodbridge | Finale          |
| 03. | Johan Anderson  | Halbfinale      |
| 04. | Jamie Morgan    | Halbfinale      |
| 05. | Michael Brown   | Viertelfinale   |
| 06. | Dirk Dier       | Viertelfinale   |
| 07. | Martin Damm     | Viertelfinale   |
| 08. | Bret Richardson | Viertelfinale   |

| Nr. | Spieler         | Erreichte Runde |
| --- | --------------- | --------------- |
| 09. | Iztok Bozic     | Achtelfinale    |
| 10. | David Ireland   | 2. Runde        |
| 11. | Robert Eriksson | 1. Runde        |
| 12. | Jason Cask      | Achtelfinale    |
| 13. | David Rikl      | Achtelfinale    |
| 14. | Andrew Bates    | Achtelfinale    |
| 15. | Damien Hall     | 1. Runde        |
| 16. | Davide Scala    | 1. Runde        |

## Juniorendoppel

### Setzliste
| Nr. | Paarung                        | Erreichte Runde |
| --- | ------------------------------ | --------------- |
| 01. | Johan Anderson Todd Woodbridge | Sieg            |
| 02. | Martin Damm David Rikl         | Halbfinale      |
| 03. | Michael Brown Bret Richardson  | Viertelfinale   |
| 04. | Dirk Dier Sascha Petraschek    | Achtelfinale    |

| Nr. | Paarung                       | Erreichte Runde |
| --- | ----------------------------- | --------------- |
| 05. | Jason Cask William O’Neil     | Halbfinale      |
| 06. | Andrew Kratzmann Jamie Morgan | Finale          |
| 07. | Heath Denman Mark Draper      | Viertelfinale   |
| 08. | Gaurav Natekar Leander Paes   | Achtelfinale    |

## Juniorinneneinzel

### Setzliste
| Nr. | Spielerin        | Erreichte Runde |
| --- | ---------------- | --------------- |
| 01. | Jo-Anne Faull    | Viertelfinale   |
| 02. | Laxmi Poruri     | Viertelfinale   |
| 03. | Andrea Farley    | Finale          |
| 04. | Bilynda Potter   | Viertelfinale   |
| 05. | Andrea Strnadová | Achtelfinale    |
| 06. | Rennae Stubbs    | Viertelfinale   |
| 07. | Kerry-Anne Guse  | Achtelfinale    |
| 08. | Jane Taylor      | Achtelfinale    |

| Nr. | Spielerin         | Erreichte Runde |
| --- | ----------------- | --------------- |
| 09. | Eva Švíglerová    | Halbfinale      |
| 10. | Kimberly Kessaris | Sieg            |
| 11. | Louise Stacey     | Achtelfinale    |
| 12. | Kristin Godridge  | Halbfinale      |
| 13. | Lily Nejasmic     | 1. Runde        |
| 14. | Mary Nejasmic     | Achtelfinale    |
| 15. | Nicole Pratt      | Achtelfinale    |
| 16. | Hiroko Hara       | Achtelfinale    |

## Juniorinnendoppel

### Setzliste
| Nr. | Paarung                         | Erreichte Runde |
| --- | ------------------------------- | --------------- |
| 01. | Bilynda Potter Rennae Stubbs    | Viertelfinale   |
| 02. | Louise Stacey Jane Taylor       | Viertelfinale   |
| 03. | Kimberly Kessaris Laxmi Poruri  | Halbfinale      |
| 04. | Andrea Strnadová Eva Švíglerová | Sieg            |

| Nr. | Paarung                           | Erreichte Runde |
| --- | --------------------------------- | --------------- |
| 05. | Kristin Godridge Kerry-Anne Guse  | Viertelfinale   |
| 06. | Lily Nejasmic Mary Nejasmic       | Viertelfinale   |
| 07. | Justine Hodder Kelli-Ann Johnston | Halbfinale      |
| 08. | Nicole Pratt Angie Woolcock       | Finale          |